# Епархия Джералдтона
 Епархия Джералдтона  (лат. Dioecesis Geraldtonensis) — епархия Римско-Католической церкви с центром в городе Джералдтон, Австралия. Епархия Джералдтона входит в митрополию Перта. Кафедральным собором епархии Джералдтона является собор святого Франциска Ксаверия.

## История
30 января 1898 года Святой Престол учредил епархию Джералдтона, выделив её из архиепархии Перта.

## Ординарии епархии
- епископ Уильям Бернард Келли[фр.] (21.03.1898 — 26.12.1921);
- епископ Ричард Райан (30.01.1923 — 10.03.1926) — назначен епископом Сэйла;
- епископ Джеймс Патрик О’Коллинз[англ.] (11.02.1930 — 23.12.1941) — назначен епископом Балларата;
- епископ Альфред Джозеф Гаммер[англ.] (24.02.1942 — 5.04.1962);
- епископ Фрэнсис Ксавьер Томас[англ.] (18.06.1962 — 31.07.1981);
- епископ Уильям Джозеф Фоли[англ.] (13.07.1981 — 26.10.1983) — назначен архиепископом Перта;
- епископ Барри Джеймс Хики[англ.] (22.03.1984 — 23.07.1991) — назначен архиепископом Перта;
- епископ Джастин Джозеф Бьянчини[нем.] (25.03.1992 — 2017);
- епископ Майкл Моррисси[пол.] (2017 — настоящее время).

## Источник
- Annuario Pontificio, Libreria Editrice Vaticana, Città del Vaticano, 2003, ISBN 88-209-7422-3